# بوب وليامز
بوب وليامز (بالإنجليزية: Bob Williams)‏ (و. 1930 – 2016 م) هو لاعب كرة قدم أمريكية، من الولايات المتحدة، ولد في كمبرلاند، يلعب كظهير ربعي، توفي عن عمر يناهز 86 عاماً.

## وصلات خارجية
- صفحة بوب وليامز على موقع رابطة كرة القدم الوطنية (بالإنجليزية)